# Морозов Георгій Федорович
Морозов Георгій Федорович — російський та український вчений-географ, лісівник, один з основоположників ландшафтознавства, фітоценології у Росії та Україні.

## Біографія
Народився 9 травня 1920 року. У 1893 році закінчив Петербургський лісовий інститут. Працював там же професором з 1918 по 1920 рік. З 1904 по 1918 рік працював редактором «Лісового журналу».
У 1917 році Георгію Федоровичу вдалося переконати керівництво Таврійського університету створити агрономічний факультет і за нього – кафедру лісівництва. Почали здійснюватися довго плекані мрії про кафедру лісівництва в університеті. Окрилений новими надіями, Георгій Федорович переїхав до Сімферополя. З юнацьким захопленням він розробляв програму університетського курсу лісівництва. Не припиняв Георгій Федорович і свою громадську діяльність. Влітку 1918 року він брав участь у роботі з'їзду українських лісівників. пізніше він написав на його основі статтю “Питання організації лісової дослідної справи взагалі та стосовно України зокрема”, опубліковану у “Лісовому журналі”. На початку 1919 року Георгій Федорович увійшов до комісії зі створення Кримського заповідника. Він розглядав його як грандіозну лабораторію, де можна було втілити в життя багато його лісівничих ідей. На початку літа 1919 р. Морозов особисто керував роботою заповідника.
У Криму Георгій Федорович посилено працював над книгою "Підстави вчення про ліс", в основу якої лягли лекції, прочитані ним у 1918 р. у Таврійському університеті.
Незважаючи на вимоги лікарів вести спокійний спосіб життя, Морозов продовжував напружено працювати. У 1919 р. "Підстави вчення про ліс" були підготовлені до друку. Книга побачила світ 1920 р. “Підстави вчення про ліс” написані блискучим лаконічним мовою. Вражає глибина змісту. Книжка ця не може розглядатися інакше, як подвиг вченого.
Увечері 9 травня 1920 року Георгій Федорович Морозов помер.

## Дослідження

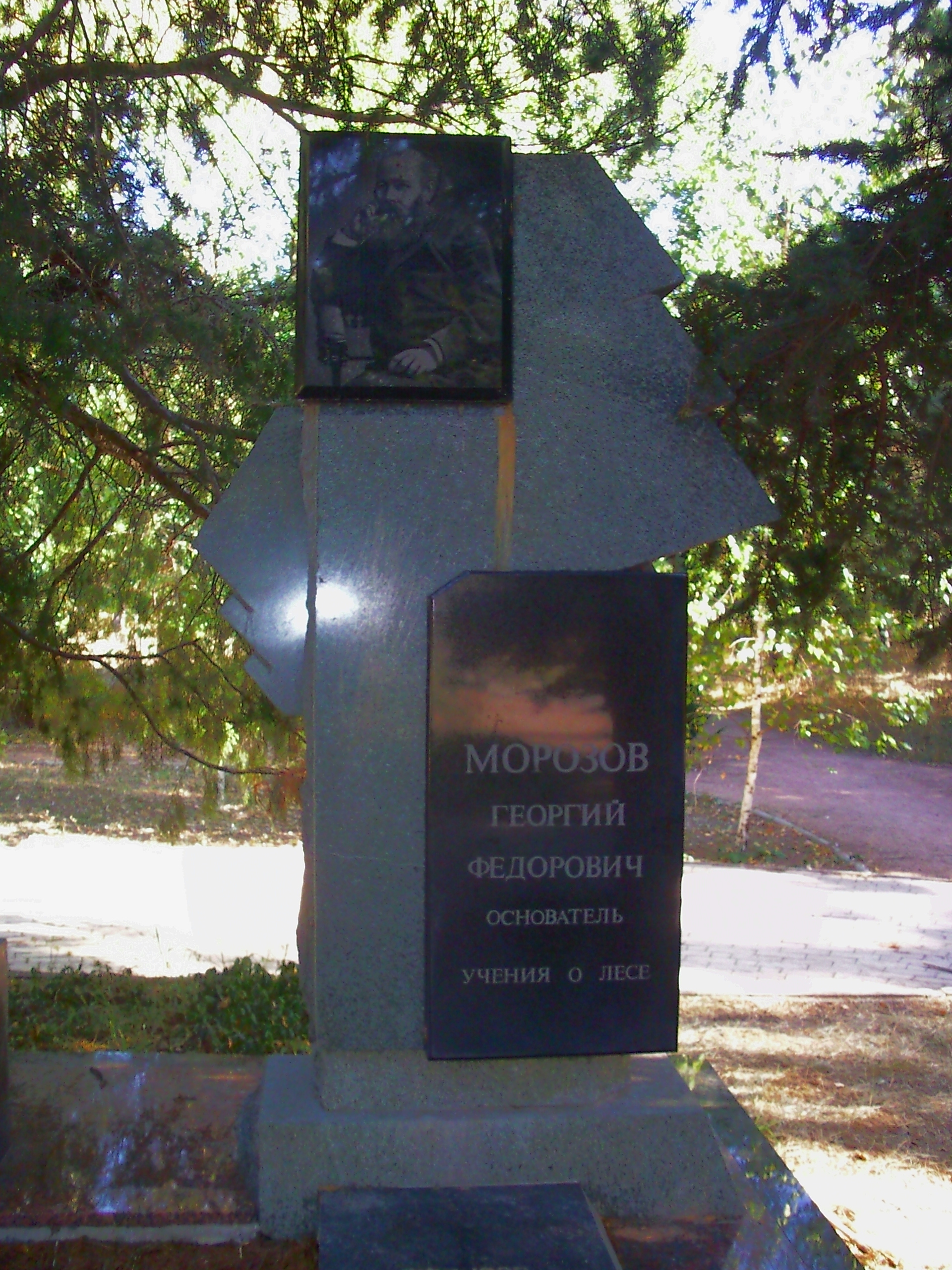
Могила вченого та його дружини в парку Салгирка, Сімферополь

Вивчав Шипів ліс в Воронезькій області, Бузулуцький ліс на межі Куйбишевської області та Оренбурзької області, а також лісництва Радомської та Варшавської округ Польщі. Один із основоположників Кримського заповідника. Вважав лісівництво галуззю прикладної географії. .
Г. Ф. Морозов створив сучасне вчення об лесе як биогеоценотическом, географічному і історичному явищі, показав складний взаємозв'язок живих і кісткових компонентів лісу, створюючих єдиний природний комплекс, заснував вітчизняну школу лесоведения. Розробив вчення про типи лісових насаджень, розвинув уявлення про зміни лісових порід і їх співтовариств, обгрунтував теорію рубок і лесовозобновления. Труди Морозова вплинули великий чином на розвиток биогеоценології і лесоведения.
У ідеологічному відношенні Г. Ф. Морозов був одним з самих яскравих представників так званої фито-соціології, вчення про рослинні співтовариства.